# Ван Дяньцзо
Ван Дяньцзо́ (кит. упр. 王淀佐, пиньинь Wáng Diànzuǒ; 23 марта 1934, Линхай, провинция Фэнтянь — 25 октября 2023) — китайский учёный-материаловед, специалист в области техники обогащения тонких частиц, наноструктур композитных материалов.

## Биография
Родился в 1934 году в уезде Цзиньсянь провинции Цзиньчжоу (Маньчжоу-го). В 1949 году поступил на политический факультет Северо-восточного университета в Чанчуне, и полгода спустя был распределён на работу в Северо-Восточное управление цветной металлургии, где в короткий срок зарекомендовал себя хорошим специалистом. В 1956 году вступил в коммунистическую партию. В 1961 году закончил горно-обогатительный факультет Южно-Центрального горно-металлургического института в Чанша.
С 1961 по 1984 год работал в Южно-Центральном горно-металлургическом институте, был доцентом, профессором, проректором. В 1985 году институт стал университетом, а Ван Дяньцзо — его ректором. В 1991 году Ван Дяньцзо переехал в Пекин, где возглавил Пекинский научно-исследовательский институт цветных металлов, а с 1996 года является его почётным директором. В 1994 году стал членом Академии инженерных наук КНР, а в 1998 году стал её вице-президентом.

## Членство в академиях
- иностранный член Национальной инженерной академии США (1990)[2]
- академик Академии наук КНР (1991)
- академик Академии инженерных наук КНР (1994)
- иностранный член РАН (2006)

## Научная деятельность
Под руководством Ван Дяньцзо были решены многие проблемы добычи, получения и очистки материалов. Им получены крупные результаты в области молекулярного проектирования, взаимодействия между твердыми частицами и разработки техники обогащения тонких частиц, исследования наноструктуры композитных материалов, разделения и очистки цветных, редких и редкоземельных металлов, биогидрометаллургии цветных металлов, растворной химии и электрохимии в процессах обработки материалов. За значительный вклад в развитие металлургической отрасли промышленности Китая Ван Дяньцзо удостоен трёх государственных премий.

## Избранные труды
- 王淀佐 «浮选药剂作用原理与应用» 北京：冶金工业出版社，1982
- 王淀佐 «矿物浮选与浮选剂» 长沙：中南工业大学出版社，1986
- 王淀佐，胡岳华 «浮选溶液化学» 长沙：湖南科学技术出版社，1989
- 王淀佐 «浮选理论的新进展» 北京：科学出版社，1992
- 王淀佐，林强，蒋玉仁 «选矿与冶金药剂的分子设计» 北京：科学出版社，1996
- Electrochemistry of flotation of sulphide minerals, 2009